# Donna-Marie Gurr
Donna-Marie Gurr (ur. 18 lutego 1955 w Vancouver) – kanadyjska pływaczka, brązowa medalistka olimpijska z Monachium.
Zawody w 1972 były jej jedynymi igrzyskami olimpijskimi. Zdobyła brąz na dystansie 200 m stylem grzbietowym. Zdobyła cztery medale igrzysk panamerykańskich w 1971, trzy złote (100 i 200 metrów stylem grzbietowym, w sztafecie w stylu zmiennym) i srebro w sztafecie 4 × 100 metrów stylem dowolnym. Wywalczyła pięć medali Igrzysk Brytyjskiej Wspólnoty Narodów, w tym cztery w konkurencjach indywidualnych